# Эвапорометр

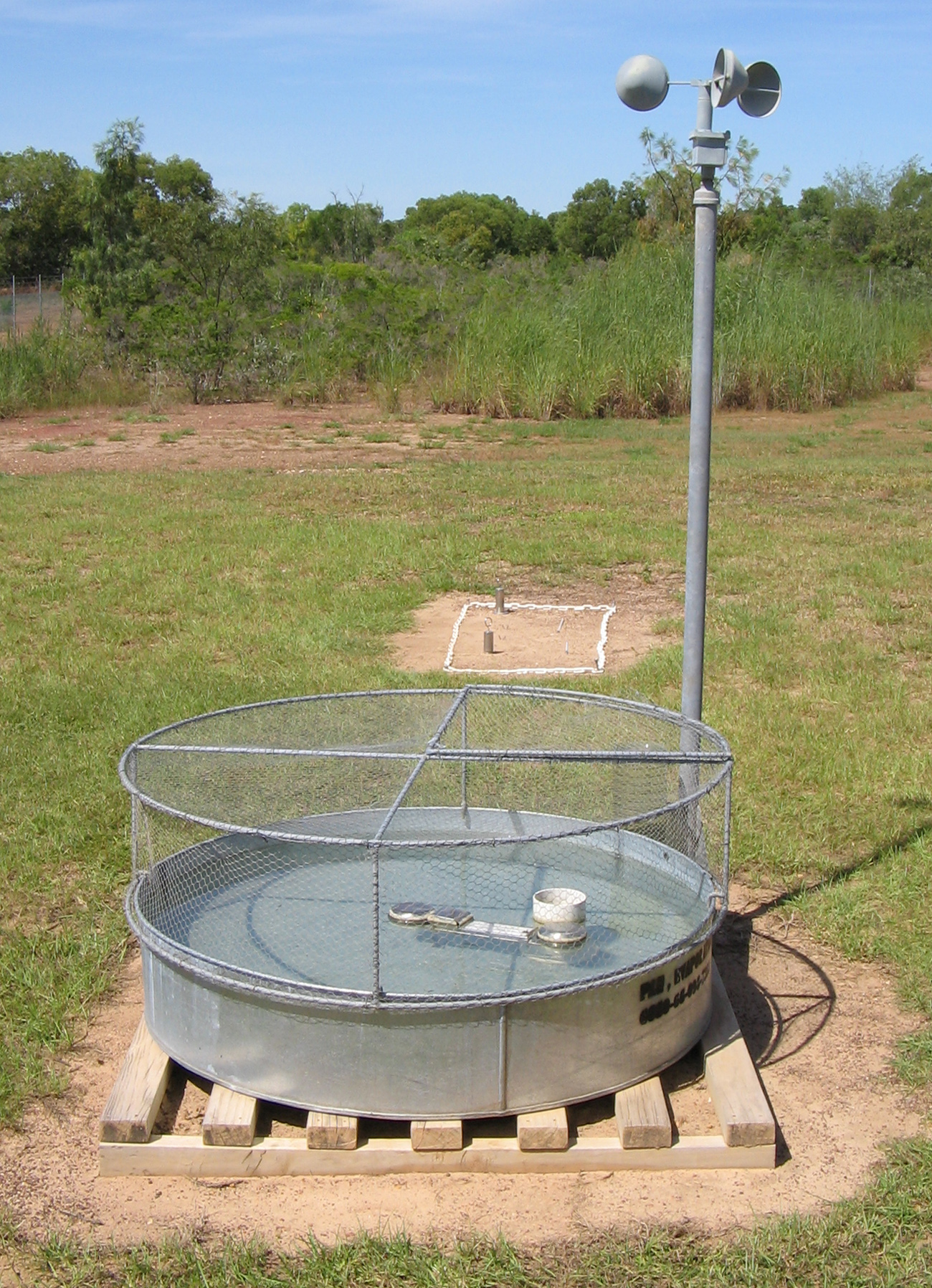
Эвапорометр с анемометром. Бюро метеорологии, 2007 г.

Эвапоро́метр (от лат. evaporo — испарятся и др.-греч. μετρέω — измеряю), называемый также Дете́ктор испаре́ния — устройство измерения общего испарения при одновременном воздействии разных текущих климатических факторов, таких как: температура, влажность, атмосферные осадки, солнечная радиация, ветер.

## Общее представление
Эвапорометр служит для оценки общей интенсивности испарения, обусловленной текущим влиянием всех атмосферных факторов. Результаты его измерений используют как в создании метеорологических прогнозов, так и для прогнозов некоторых производственных процессов. Например, оценки пожароопасности торфяников или предполагаемого объёма полива в сельском хозяйстве.
Эвапорометр не даёт точного представления о действительном испарении вследствие влияния постоянных колебаний влажности воздуха, скорости его движения и разности в температуре воздуха и испаряющей поверхности. Эвапорометры дают лишь относительную меру испарения, и показания их могут служить лишь для сравнительной оценки некоторых свойств воздуха за определенный период времени и для сравнения тех же свойств воздуха в двух разных климатах.

## Конструкция и работа
Конструктивно простейший эвапорометр представляет собой открытый сосуд, с водой, налитой до определенной метки. Количество воды, приливаемой после испарения для того чтобы вновь поднять уровень до метки, определяет меру испарения. При таком подходе учитывать площадь испарения не требуется.
В США и некоторых других странах конструкция эвапорометров стандартизирована Национальной метеорологической службой по классам. Например, эвапорометр класса А (англ. Class A evaporation pan), показанный на рисунке, представляет собой цилиндр диаметром 47,5 дюймов (120,7 см), с глубиной 10 дюймов (25 см). Эвапорометр должен стоять на горизонтальном, деревянном основании, для теплоизоляции от грунта, и иметь защиту от животных, желающих воду выпить.
Как правило, эвапорометр устанавливают совместно с другими метеорологическими приборами, например, с анемометром.